# Melanie Oudin
Melanie Oudin (Marietta, 23 settembre 1991) è un'ex tennista statunitense.
Americana ma di origini francesi, a soli 17 anni raggiunse i quarti di finale agli US Open nel 2009, battendo giocatrici come Marija Šarapova, Elena Dement'eva e Nadia Petrova.
Nel 2011, sempre nello Slam casalingo, riuscì a vincere il torneo di doppio misto insieme al connazionale Jack Sock, mentre nel 2012 arrivo' la prima affermazione in singolare conquistando il torneo di Birmingham.
Ha conquistato un titolo dello Slam, gli US Open 2011 nel doppio misto..
Il 19 agosto 2017 annuncia sul suo profilo Twitter il ritiro dal tennis a soli 25 anni, per problemi di salute (rabdomiolisi e tachicardia sopraventricolare).

## Carriera

### 2008
Melanie Oudin entra a far parte del circuito professionista nel 2008, grazie ad una wild-card accede infatti al tabellone principale del Pacific Life Open. Al primo turno supera la tennista estone Maret Ani ma a quello successivo viene sconfitta nettamente da Francesca Schiavone. La settimana successiva la federazione statunitense le concede un'altra wild-card, per il Sony Ericsson Open, ma ancora una volta viene sconfitta da un'italiana. Tathiana Garbin la sconfigge infatti al primo turno in un match lungo tre set.

Ad agosto 2008 partecipa al suo primo torneo dello slam, lo US Open, grazie all'assegnazione di una wild-card. Tuttavia, anche in questa occasione viene battuta al primo turno dall'australiana Jessica Moore.
Nel mese di ottobre partecipa al torneo del Quebec e arriva per la prima volta nella sua carriera ai quarti di finale di un torneo WTA dove viene sconfitta da Bethanie Mattek-Sands in due set.

### 2009
Al primo Slam dell'anno partecipa al torneo di qualificazione e riesce a superare tutti e tre i turni senza cedere un set. Nel tabellone principale degli Australian Open 2009 affronta l'uzbeka Akgul Amanmuradova che ha la meglio in due set.
Nella stessa stagione riesce a superare le qualificazioni anche a Londra, accedendo così al tabellone principale di Wimbledon. Si spinge fino al quarto turno dopo aver eliminato in match sempre lunghi quattro set Jaroslava Švedova oltre alle teste di serie numero 29 (Sybille Bammer) e numero 6 (Jelena Janković). Nel match che le avrebbe garantito il primo quarto di finale in uno Slam viene però sconfitta da Agnieszka Radwańska, testa di serie numero 11.

Allo Slam di casa, gli US Open 2009 ha la classifica giusta per presentarsi direttamente nel tabellone principale senza bisogno di fare le qualificazioni. Qui inizia la sua migliore avventura nei tornei dello Slam, elimina infatti in serie ben quattro tenniste russe. La prima a farne le spese è Anastasija Pavljučenkova, eliminata con un netto 6-1, 6-2. La seguono la numero quattro del seeding, Elena Dement'eva, la numero ventinove Marija Šarapova e la numero tredici Nadia Petrova, in tutti e tre i match la Oudin si è ritrovata a rincorrere da un set sotto.

Arriva quindi per la prima volta in carriera ai quarti di finale di uno dei tornei più importanti al mondo, ma il suo percorso si ferma quando la futura finalista Caroline Wozniacki la supera in due set.

### 2010
Come l'anno precedente viene eliminata al primo turno degli Australian Open, questa volta da Alla Kudrjavceva in tre set.
Nel mese di febbraio partecipa all'Open GDF Suez e raggiunge per la prima volta in carriera la semifinale di un torneo WTA, l'americana batte al primo turno Sorana Cîrstea, al secondo turno Patty Schnyder, ai quarti di finale Ágnes Szávay per poi venire sconfitta dalla russa Elena Dement'eva.
Successivamente la Oudin partecipa al torneo di Memphis in cui viene eliminata ai quarti di finale dalla svedese Sofia Arvidsson poi finalista del torneo.
Al Roland Garros viene superata al primo turno dalla spagnola Anabel Medina Garrigues per 6-2, 7-5. A giugno partecipa al Torneo di Wimbledon 2010 ma viene sconfitta al primo turno da Jarmila Groth.
Anche agli US Open non riesce a ripetere la prestazione dell'anno precedente e viene eliminata al secondo turno da Al'ona Bondarenko.

### 2011
Per la terza stagione consecutiva comincia l'anno con la sconfitta al primo turno agli Australian Open, questa volta per mano della ceca Klára Zakopalová.
La Oudin a inizio febbraio scende in campo al torneo di Parigi dove batte al primo turno la russa Vera Duševina 7-5, 5-7, 6-2. Nel secondo turno la Oudin perde contro Dominika Cibulková per 6-4, 7–6(5). A metà febbraio l'americana disputa il torneo di Memphis. In questa circostanza ha vinto al primo turno contro Anastasija Pivovarova per 6-4, 6-0 ma nel secondo turno perde contro Evgenija Rodina 6-1, 7-5. La settimana successiva la giovane americana perde già al primo turno del torneo di Acapulco contro l'ucraina Lesja Curenko. In seguito gioca ancora in Messico al torneo di Monterrey ma viene battuta al secondo turno dalla russa Anastasija Pavljučenkova. Nel mese di marzo gioca in nord America. Dapprima partecipa al torneo di Indian Wells ma esce al secondo turno contro la belga Yanina Wickmayer, poi gioca a Miami ed esce di nuovo al secondo turno contro la slovacca Daniela Hantuchová.
Il 9 settembre si aggiudica in coppia con il connazionale Jack Sock la finale di doppio misto dell'US Open battendo la coppia argentina formata da Gisela Dulko ed Eduardo Schwank con il punteggio di 7–6(4), 4-6, 10-8.

### 2012
Tenta la qualificazione all'Australian Open ma viene sconfitta al primo turno dalla giovanissima britannica Laura Robson.

A maggio ottiene una wild-card per il Roland Garros e per la prima volta in carriera riesce a vincere un match sulla terra parigina. Sconfigge infatti con un doppio 6-3 la svedese Johanna Larsson prima di venire eliminata dalla futura finalista Sara Errani.

Il 18 giugno arriva la prima vittoria nel circuito Wta, a Birmingham batte Jelena Janković in finale dopo essere partita dalle qualificazioni.

### Fed Cup
Melanie Oudin ha fatto parte della nazionale statunitense di Fed Cup dal febbraio 2009, collezionando tredici presenze con cinque vittorie.

## Statistiche

### Singolare

#### Vittorie (1)
| Legenda               |
| --------------------- |
| Grande Slam (0)       |
| Ori Olimpici (0)      |
| WTA Finals (0)        |
| Premier Mandatory (0) |
| Premier 5 (0)         |
| Premier (0)           |
| International (1)     |

| N. | Data           | Torneo                    | Superficie | Avversaria in finale | Punteggio |
| 1. | 18 giugno 2012 | AEGON Classic, Birmingham | Erba       | Jelena Janković      | 6–4, 6–2  |

### Doppio misto

#### Vittorie (1)
| Tornei del Grande Slam  |
| ----------------------- |
| Australian Open (0)     |
| Open di Francia (0)     |
| Torneo di Wimbledon (0) |
| US Open (1)             |
| Ori Olimpici (0)        |

| N. | Data             | Torneo            | Superficie | Partner   | Avversario in finale         | Punteggio           |
| 1. | 9 settembre 2011 | US Open, New York | Cemento    | Jack Sock | Gisela Dulko Eduardo Schwank | 7–6(4), 4–6, [10–8] |

## Risultati in progressione
| Sigla | Risultato               |
| ----- | ----------------------- |
| V     | Vincitore               |
| F     | Finalista               |
| SF    | Semifinalista           |
| O     | Oro olimpico            |
| A     | Argento olimpico        |
| SF    | Bronzo olimpico         |
| QF    | Quarti di Finale        |
| 4T    | Quarto turno            |
| 3T    | Terzo turno             |
| 2T    | Secondo turno           |
| 1T    | Primo turno             |
| RR    | Round Robin             |
| LQ    | Turno di qualificazione |
| A     | Assente                 |
| ND    | Non disputato           |

| Legenda superfici    |
| -------------------- |
| Cemento              |
| Terra battuta        |
| Erba                 |
| Superficie variabile |

### Singolare
| Torneo             | 2008 | 2009 | 2010 | 2011 | 2012 | 2013 | 2014 | V–S   |
| ------------------ | ---- | ---- | ---- | ---- | ---- | ---- | ---- | ----- |
| Australian Open    | A    | 1T   | 1T   | 1T   | Q1   | 1T   | A    | 0–4   |
| Open di Francia    | A    | A    | 1T   | 1T   | 2T   | 2T   | Q2   | 2–4   |
| Wimbledon          | A    | 4T   | 2T   | 1T   | 1T   | 1T   | Q3   | 4–5   |
| US Open            | 1T   | QF   | 2T   | 1T   | 1T   | A    | Q3   | 5–5   |
| Vittorie-sconfitte | 0–1  | 7–3  | 2–4  | 0–4  | 1–3  | 1–3  | 0-0  | 11–18 |

### Doppio nei tornei del Grande Slam
| Torneo          | 2007 | 2008 | 2009 | 2010 | 2011 | 2012 | 2013 | 2014 |
| --------------- | ---- | ---- | ---- | ---- | ---- | ---- | ---- | ---- |
| Australian Open | A    | A    | A    | 1T   | 1T   | A    | A    | A    |
| Open di Francia | A    | A    | A    | 2T   | 1T   | A    | 1T   | A    |
| Wimbledon       | A    | A    | A    | 1T   | 1T   | A    | 1T   | A    |
| US Open         | 1T   | 1T   | 1T   | 2T   | 1T   | 1T   | 2T   | 1T   |

### Doppio misto nei tornei del Grande Slam
| Torneo          | 2007 | 2008 | 2009 | 2010 | 2011 | 2012 | 2013 | 2014 |
| --------------- | ---- | ---- | ---- | ---- | ---- | ---- | ---- | ---- |
| Australian Open | A    | A    | A    | A    | A    | A    | A    | A    |
| Open di Francia | A    | A    | A    | A    | A    | A    | A    | A    |
| Wimbledon       | A    | A    | A    | A    | A    | A    | A    | A    |
| US Open         | A    | 1T   | 1T   | 2T   | V    | 2T   | 1T   | 2T   |

## Vittorie contro giocatrici top 10
| Stagione | 2009 | 2010 | Totale |
| -------- | ---- | ---- | ------ |
| Vittorie | 2    | 1    | 3      |

| #    | Giocatrice          | Ranking | Evento                      | Superficie  | Turno | Punteggio        | Rank. MOR |
| ---- | ------------------- | ------- | --------------------------- | ----------- | ----- | ---------------- | --------- |
| 2009 |                     |         |                             |             |       |                  |           |
| 1.   | Jelena Janković     | 6       | Torneo di Wimbledon, Londra | Erba        | 3T    | 6(8)-7, 7-5, 6-2 | 124       |
| 2.   | Elena Dement'eva    | 4       | US Open, New York           | Cemento     | 2T    | 5-7, 6-4, 6-3    | 70        |
| 2010 |                     |         |                             |             |       |                  |           |
| 3.   | Francesca Schiavone | 7       | Fed Cup, San Diego          | Cemento (i) | F     | 6-3, 6-1         | 67        |